# Sherman Antitrust Act

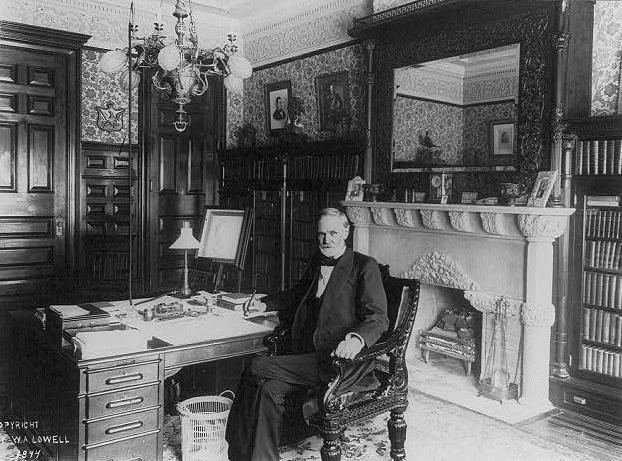
Sen. John Sherman, o principal autor da Lei Antitruste Sherman

A Lei Antritruste Sherman de 1890 ("Sherman Antitrust Act of 1890", em inglês) foi uma lei antitruste dos Estados Unidos de regulação a competição entre empresas e diversas atividades comerciais que prescrevia a regra da livre concorrência entre os envolvidos no comércio. Foi aprovado pelo Congresso e recebeu o nome do senador John Sherman, seu principal autor. Entre os vários propósitos deste ato estava, principalmente, evitar a formação de monopólios e assim garantir a manutenção do livre mercado.
A lei proíbe, de forma ampla: 1) acordos anticompetitivos e 2) conduta unilateral que monopolize ou tente monopolizar o mercado relevante. A Lei autoriza o Departamento de Justiça dos Estados Unidos a propor ações para ordenar (ou seja, proibir) condutas que violem a Lei e, adicionalmente, autoriza entes privados prejudicados por condutas que violem a Lei a mover ações por danos triplos (ou seja, três vezes mais dinheiro em danos do que a violação custar-lhes). Ao longo do tempo, os tribunais federais desenvolveram um conjunto de normatizações sob a Lei Sherman, tornando certos tipos de conduta anticompetitiva ilegais por si mesmas e submetendo outros tipos de conduta à análise caso a caso para verificar se a conduta restringe o comércio de forma irracional.
A lei tenta impedir o aumento artificial de preços por restrição de comércio ou oferta. O chamado "Monopólio inocente", ou monopólio alcançado apenas por mérito, dito natural, é legal, mas atos de um monopolista para preservar artificialmente essa situação ou negócios nefastos para criar um monopólio, não são. O objetivo do Ato Sherman não é proteger os concorrentes de danos causados por empresas legitimamente bem-sucedidas, nem impedir que as empresas obtenham lucros honestos dos consumidores, mas sim preservar um mercado competitivo para proteger os consumidores de abusos.

## Motivações para a Lei
No caso "Spectrum Sports, Inc. v. McQuillan 506 US 447"  de 1993, a Suprema Corte dos Estados Unidos declarou: 
O objetivo da Lei [Sherman] não é proteger as empresas do funcionamento do mercado; é proteger o público do fracasso do mercado. A lei se dirige não contra a conduta que é competitivo, ainda que severamente, mas contra a conduta que tende injustamente a destruir a própria concorrência. 
Segundo seus autores, não se pretendia impactar ganhos de mercado obtidos por meios honestos, beneficiando mais os consumidores do que os concorrentes. O senador George Hoar de Massachusetts, outro autor da Lei Sherman, declarou o seguinte:
... [uma pessoa] que meramente por habilidade e inteligência superiores... conseguiu todo o negócio porque ninguém poderia fazê-lo tão bem quanto ele não era um monopolista... (mas era se) envolvesse algo como o uso de meios que impossibilitam que outras pessoas se envolvam em concorrência leal." 
No caso "Apex Hosiery Co. v. Leader 310 US 469, 310 US 492 -93" e n. 15 foi declarado:
A história legislativa da Lei Sherman, bem como as decisões desta Corte que o interpretam, mostram que ele não teve como objetivo policiar o transporte interestadual ou a movimentação de bens e bens. A história legislativa e a literatura volumosa que foi gerada no curso da promulgação e durante os cinquenta anos de litígio da Lei Sherman não dão indícios de que esse era o seu propósito.  Eles não sugerem que, em geral, as leis estaduais ou os mecanismos de aplicação da lei fossem inadequados para evitar obstruções locais ou interferências no transporte interestadual, ou apresentavam qualquer problema que exigisse a interposição de autoridade federal.  Em 1890, quando a Lei Sherman foi adotada, havia apenas alguns estatutos federais impondo penalidades por obstrução ou uso indevido do transporte interestadual.  Com um comércio em expansão, muitos outros já foram promulgados protegendo o transporte no comércio interestadual conforme a necessidade, incluindo estatutos declarando conspirações para interferir ou interferência real no comércio interestadual por violência ou ameaças de violência como crimes. A lei foi promulgada na era dos "trustes" e das "combinações" de empresas e de capitais organizados e direcionados ao controle do mercado pela supressão da concorrência na comercialização de bens e serviços, cuja tendência monopolista se tornou uma questão de interesse público.  O objetivo era evitar restrições à livre concorrência em negócios e transações comerciais que tendiam a restringir a produção, aumentar os preços ou de outra forma controlar o mercado em detrimento dos compradores ou consumidores de bens e serviços, todos considerados como forma especial de dano público. Por essa razão, a expressão "restrição ao comércio", que, como se verá agora, tinha um significado bem entendido no direito comum, tornou-se o meio de definir as atividades proibidas. A adição das palavras "ou comércio entre os vários Estados" não foi um tipo adicional de restrição a ser proibida pela Lei Sherman.  mas foi o meio usado para relacionar a restrição proibida do comércio ao comércio interestadual para fins constitucionais, no caso "Atlantic Cleaners & Dyers v. Estados Unidos, 286 US 427, 286 US 434", para que o Congresso, por meio de seu poder comercial, pudesse suprimir e penalizar restrições ao sistema competitivo que envolvessem ou afetassem o comércio interestadual. Como muitas formas de restrição à competição comercial se estendiam através das fronteiras estaduais, de modo a dificultar ou impossibilitar a regulação pela ação estatal, O Congresso promulgou a Lei Sherman, 21 Cong.Rec. 2456. Foi nesse sentido de evitar restrições à concorrência comercial que o Congresso exerceu "todo o poder que possuía". Caso "Atlantic Cleaners & Dyers v. Estados Unidos, supra, 286 US 435".
Os mesmos argumentos foram reutilizados nos casos "Addyston Pipe and Steel Company v. Estados Unidos, 85 F.2d 1, (...) 175 US 175 US 211" e "Standard Oil Co. de New Jersey v. Estados Unidos, 221 US 1 , 221 US 54-58".